# Slizniční imunitní systém

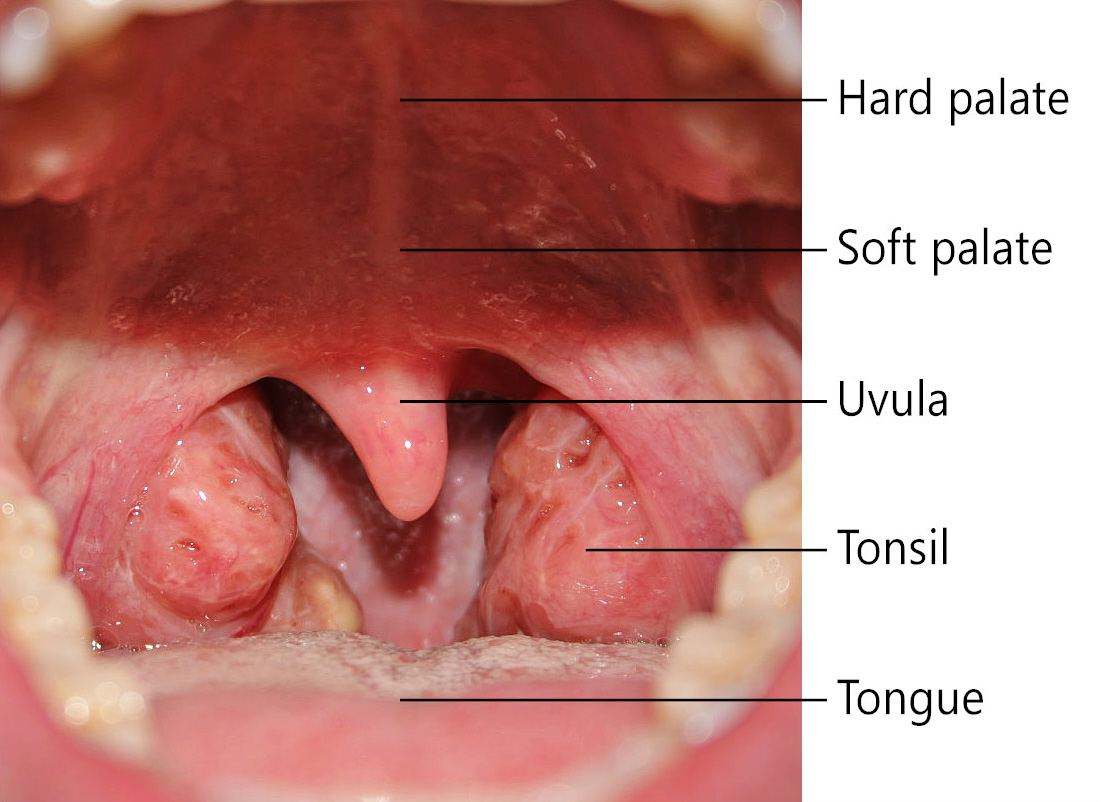
Další příklad lymfatické slizniční tkáně - mandle (v obrázku pod popiskem „tonsil“)

Slizniční imunitní systém je souhrnné označení imunitního systému, který se vyskytuje na sliznicích střevního a urogenitálního traktu a dýchacích cest. Složky imunitního systému jsou na sliznicích rozprostřeny v sekundárních lymfatických orgánech MALT (mucosa-associated lymphoid tissue). MALT se ještě konkrétněji dělí na lymfatickou tkáň lokalizovanou v trávicí soustavě GALT (gut-associated lymphoreticular tissue) a hrtanu LALT (larynx-associated lymphoid tissue). V horních cestách dýchacích se nachází Waldeyerův mízní okruh a NALT (nasal-associated lymphoid tissue). Waldeyerův mízní okruh je umístěn v průsečíku nosní a ústní dutiny a skládá se z adenoidních a párových hltanových mandlí v zadní části nosních cest, párových patrových mandlí na každé straně hrdla, a lingvální mandle v zadní části jazyka. V dolních dýchacích cestách se nachází sekundární lymfatická tkáň asociovaná s bronchy BALT (bronchus-associated lymphoreticular tissue). Na sliznici oční spojivky se nachází CALT (conjunctival-associated lymphoid tissue). V urogenitálním traktu žen VALT (vulvo-vaginal-associated lymphoid tissue) a mužů TALT (testis-associated lymphoid tissue) . V kůži se nachází lymfatická tkáň označovaná jako SALT (skin-associated lymphoid tissue).
Lymfatická tkáň na sliznicích může být organizovaná do větších celků, kterými mohou být například Peyerovy pláty a lymfatické folikuly nebo může být difusně rozptýlena.
Sliznice jsou v neustálém kontaktu s mikroorganismy a s potravinovými a inhalačními antigeny. Z tohoto důvodu musí na sliznicích docházet k ochraně proti invazi patogenními mikroorganismy a zároveň k udržování tolerance proti neškodným mikroorganismům a antigenům. Nerovnováha mezi tolerancí a ochranou proti patogenům může vyústit v různé patologické reakce, kterými mohou být alergie, idiopatické střevní záněty, náchylnost k střevním a respiračním infekcím a další.
Slizniční imunitní systém se skládá z buněčné a humorální složky. Na sliznicích se také uplatňují fyzické a chemické obranné mechanismy, které zabraňují invazi mikroorganismů a škodlivých cizorodých látek do těla. Mezi fyzické obranné mechanismy patří různé biologické bariéry chránící před invazí patogeny, hlen, funkce řasinek a střevní peristaltika, mezi chemické obranné mechanismy patří snížení pH a antimikrobiální peptidy.

## Funkce
Slizniční imunitní systém zajišťuje tři hlavní funkce:
- Funguje jako první obranná linie organismu před škodlivými antigenními strukturami a infekcí.[14]
- Zajištuje prevenci systémových imunitních reakcí proti komenzální bakteriím a potravinovým antigenům.[12]
- Reguluje imunitních reakcí proti neškodným mikroorganismům, čímž zajištuje toleranci.[12]

Přibližně 3/4 všech lymfocytů v těle se nacházejí na sliznicích v sekundární lymfoidní tkáni. Buněčná složka nalezená v slizničních lymfatické tkáni je složena většinou z dendritických buněk, makrofágů, přirozených lymfoidních buněk (ILC), invariantních T buněk asociovaných se sliznicí (MAIT), intraepiteliálních T buněk, regulačních T buněk (Treg) a plazmatických buněk sekretujících IgA.
Intraepiteliální T buňky, obvykle CD8+, sídlí mezi slizničními epiteliálními buňkami. Tyto buňky nepotřebují primární aktivaci jako klasické T buňky a ihned po rozpoznání antigenu mohou zahájí své efektorové funkce, což vede k rychlejšímu odstranění patogenů. Tregy se hojně vyskytují na sliznicích a hrají důležitou roli v udržování tolerance zejména prostřednictvím produkce protizánětlivých cytokinů. Slizniční rezidentní buňky prezentující antigen (APC) u zdravých lidí vykazují tolerogenní fenotyp. Tyto APC na svém povrchu neexprimují TLR2 ani TLR4 a pouze velmi málo CD14 receptoru vážícího LPS. Slizniční dendritické buňky určují typ následných imunitních odpovědí produkcí určitých typů cytokinů a typem exprimovaných molekul zapojených do kostimulace. Například produkce IL-6 a IL-23 indukuje odpověď Th17, IL-12, IL-18 a INF-γ indukuje odpověď Th1, IL-4 indukuje odpověď Th2, a IL-10, TGF-β a kyselina retinová indukují vznik regulačních T buněk. Další na sliznicích hojně zastoupené buňky jsou vrozené lymfoidní buňky, které mohou rychle produkovat cytokiny, čímž působí jako regulátory imunitní odpovědi. Adaptivní slizniční imunitní systém se podílí na udržování slizniční homeostázy prostřednictvím mechanismu imunitní exkluze zprostředkované sekrečními protilátkami (převážně IgA), které inhibují průnik invazivních patogenů do tkání těla a zabraňují průniku potenciálně nebezpečných exogenních proteinů. Dalším mechanismem adaptivní slizniční imunity je implementace imunosupresivních mechanismů zprostředkovaných především regulačními T buňkami, které vedou k prevenci lokální a periferní přecitlivělosti na neškodné antigeny, tedy orální toleranci.

## Slizniční imunitní systém novorozence
V novorozeneckém období a v raném dětství dochází ke kritické interakci složek imunitního systému s mikrobiotou, při které imunitní systém vyzrává. Tyto časné interakce přispívají k homeostáze organismu a také určují budoucí nastavení imunitního systému, tj. náchylnost k infekcím a zánětlivým onemocněním. Složení mikrobioty se u jedince ustálí kolem 3. roku věku. Vysoká diverzita mikroflóry v raném dětství chrání tělo před indukcí slizničního IgE, což je spojeno s rozvojem alergie. Během osídlování střevních sliznic novorozenců dochází z důvodu nízké kompetice mezi mikroorganismy a velkým množstvím živin k častým infekcím. Novorozenci mohou být částečně chráněny IgG protilátkami získanými od matky během vývoje v děloze a mateřským mlékem, který obsahuje IgA protilátky napomáhající opsonizaci mikroorganismů, různé imunitní buňky, růstové faktory, kmenové buňky, mateřský mikrobiom a jeho složky a mnohé další látky. Střevní infekce jsou pro novorozence velmi nebezpečné a představují celosvětově jednu z nejčastějších příčin úmrtí novorozenců. Střevní infekce novorozenců jsou často způsobené patogeny, mezi které patří rotaviry a enteropatogenní E.coli. Tyto typy patogenů běžně u dospělých jedinců infekce nezpůsobují. K infekci novorozenců těmito patogeny dochází nejspíše kvůli lepší kolonizaci novorozeneckých sliznic a odlišné odpovídavosti novorozeneckého imunitního systému.